# مارکو پیلاتو
مارکو پیلاتو (انگلیسی: Marco Pilato؛ زادهٔ ۱۴ آوریل ۱۹۷۳) بازیکن فوتبال اهل ایتالیا است.
از باشگاه‌هایی که در آن بازی کرده‌است می‌توان به باشگاه فوتبال بولونیا اشاره کرد.